# Japhet Zwane
Japhet Zwane (Umlazi, 10 gennaio 1974) è un ex calciatore sudafricano, di ruolo centrocampista.